# 2015 في رومانيا
فيما يلي قوائم الأحداث التي وقعت خلال عام 2015 في رومانيا.

## أحداث
- 30 أكتوبر – حريق نادي كوليكتيف

## سياسة

### انتهاء فترة المنصب
- 16 يوليو – فيكتور بونتا Leader of the Social Democratic Party ‏،قائمة رؤساء وزراء رومانيا.

## رياضة
- 5 يوليو – طواف سيبيو للدراجات 2015 الفائزون روبرت كيسلر، ساوث إيست 2015 [الإنجليزية]‏، دافيدي ريبلين، ماورو فينيتو، سيرجي تفيتكوف، جيوفاني كاربوني.

## موسيقى

### ألبومات
من الألبومات التي صدرت هذه السنة في رومانيا:
- 30 أكتوبر – إينا من غناء إينا.

## وفيات

### أبريل
- 1 أبريل – نيكولاي راينا (مواليد 1933) حكم كرة قدم روماني.

### أكتوبر
- 14 أكتوبر – فلورنتا ميهاي (مواليد 1955) لاعبة كرة مضرب رومانية.